# Sahelscharrelaar
De sahelscharrelaar (Coracias abyssinicus)  (synoniem: Coracias abyssinica) is een scharrelaar die voorkomt in Afrika.

## Kenmerken
De vogel is 28 tot 31 cm lang, met volgroeide staartuiteinden is de vogel maximaal 12 cm langer. De vogel weegt 99 tot 140 g. Het is een slank soort scharrelaar met een lange, golvende staart. De kop is lichtblauw met een wit voorhoofd en een witte kin. De vogel is van boven bruin. De stuit en de staart zijn van boven donkerblauw. De verlengde staartpennen worden naar het einde toe zwart. Verder is de vogel blauw in verschillende tinten. De sahelscharrelaar lijkt op de vorkstaartscharrelaar maar verschilt daarvan omdat de staartveren nog langer zijn en de borst blauw is (in plaats van lila).

## Verspreiding en leefgebied
De sahelscharrelaar komt voor in een brede zone ten zuiden van de Sahara van Senegal en Mauritanië tot in Oost-Ethiopië, Noord-Eritrea en Noordwest-Kenia, verder in het zuidwesten van het Arabisch Schiereiland.
Het leefgebied bestaat uit half open savannelandschap met verspreide bomen (acacia's), maar ook in moerasgebieden, langs wegen,  en ook wel agrarisch landschap, parken, dorpen, tuinen in buitenwijken. Ook in montaan gebied tot 1500 m (in Ethiopië zelfs tot 2430 m) boven de zeespiegel.

## Status
De grootte van de populatie is niet gekwantificeerd. De vogel is algemeen en wijdverspreid en neemt waarschijnlijk nog in aantal toe. Om deze redenen staat de sahelscharrelaar als niet bedreigd op de Rode Lijst van de IUCN.